# Kathaaien

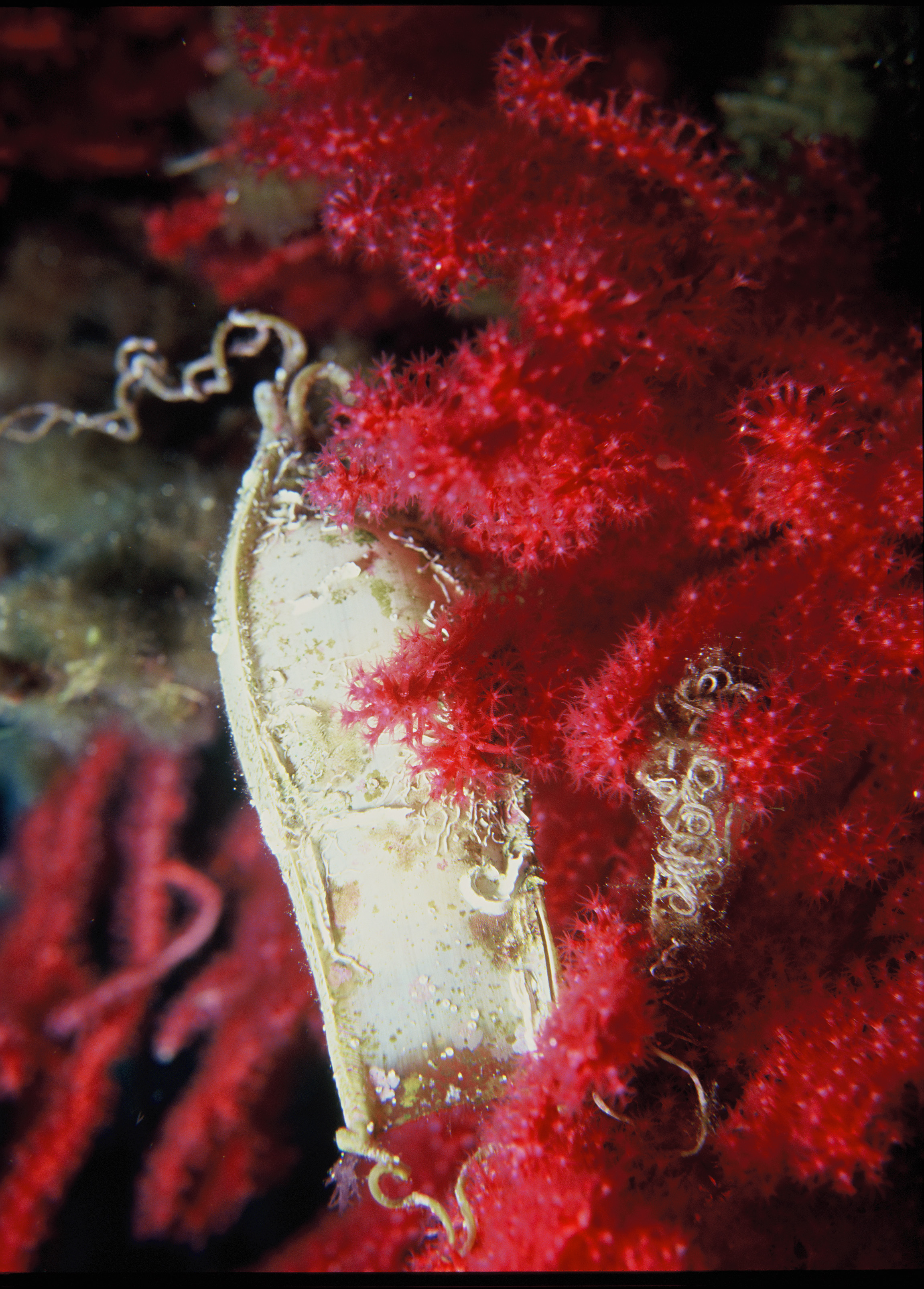
Ei van de hondshaai

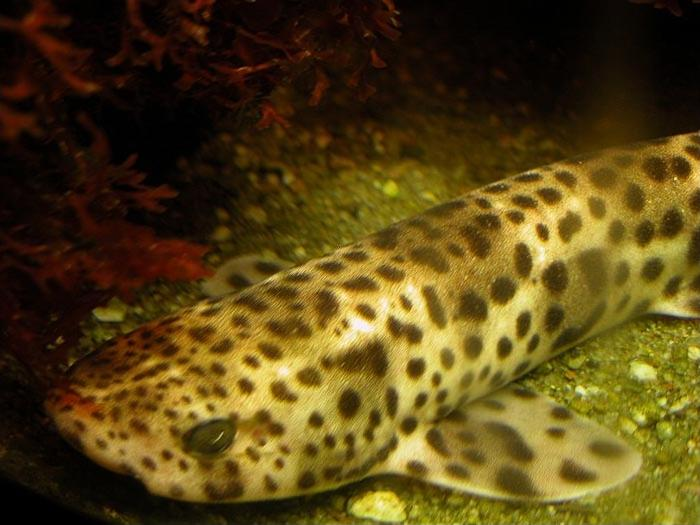
De kathaai

Kathaaien (Scyliorhinidae), is een familie van grondhaaien die volgens huidige inzichten bestaat uit 4 geslachten en 39 soorten. Sommige soorten kathaaien worden, merkwaardig genoeg, ook hondshaaien genoemd. Kathaaien herkent men aan hun spleetvormige katachtige ogen en de twee kleine rugvinnen die ver achter op de rug zijn geplaatst. Zij hebben een slank langwerpig lichaam. De meeste soorten zijn 60-70 centimeter lang. Zij komen voor in de Atlantische Oceaan, Middellandse Zee en Noordzee. In de Noordzee bevinden zij zich vaak op met wieren begroeide zandbanken.
De meeste soorten hebben een gevlekt patroon, bestaande uit strepen of vlekken of stippen. Zij voeden zich met kleinere vissen, kreeftjes, krabben of weekdieren. De meeste soorten zijn ovipaar en leggen eieren in stevige hoornachtige eikapsels (circa 6 cm lang) die met kurketrekkerachtig gewonden draden vastzitten aan rotsen of gorgonen (zie figuur).
Kathaaien van het geslacht Cephaloscyllium kunnen hun maag met water vullen als zij bedreigd worden, waardoor hun omvang sterk toeneemt.
Soorten die men vaak in de Middellandse Zee aantreft, zijn de kathaai (Scyliorhinus stellaris) en hondshaai (Scyliorhinus canicula). Deze bruin-gevlekte soorten lijken sterk op elkaar. De kathaai is echter wat groter, en heeft ook grotere vlekken dan de hondshaai. Ook heeft de kathaai kortere neusvleugels die niet, zoals bij de hondshaai tot de bek doorlopen. Vanwege hun typische vlekkenpatroon worden deze soorten ook wel aangeduid met de namen grootgevlekte kathaai en kleingevlekte kathaai.

## Taxonomie
Hieronder de lijst van geslachten die tegenwoordig tot de familie van de kathaaien worden gerekend. Volgens inzichten die voortkwamen uit moleculair genetisch onderzoek dat in 2005 werd gepubliceerd, onderscheidt men nu twee families: de Scyliorhinidae en de Pentanchidae. Sindsdien is de familie Atelomycteridae ook nog van deze familie afgesplitst. 
- Akheilos White, Fahmi & Weigmann, 2019
- Cephaloscyllium T. N. Gill, 1862
- Poroderma A. Smith, 1838
- Scyliorhinus Blainville, 1816

Atelomycteridae · Dichichthyidae · Gladde haaien (Triakidae) · Hamerhaaien (Sphyrnidae) · Kathaaien (Scyliorhinidae) · Pentanchidae · Requiemhaaien (Carcharhinidae) · Rugvinkathaaien (Proscylliidae) · Tijgerhaaien (Galeocerdonidae) · Valse kathaaien (Pseudotriakidae) · Voeldraadhondshaaien (Leptochariidae) · Wezelhaaien (Hemigaleidae)